# Oletzkoer Kleinbahnen
De Oletzkoer Kleinbahnen (na 1933: Treuburger Kleinbahnen) was een smalspoorwegbedrijf in de voormalige Duitse provincie Oost-Pruisen. Met het smalspoor hadden enkele kleine dorpen op het platteland tussen 1911 en 1944 een verbinding met de stad Olecko (Duits: Marggrabowa, 1928-1945: Treuburg) in de huidige woiwodschap Ermland-Mazurië.
De destijds nabij de Russische grens gelegen stad Marggrabowa geraakte uit zijn isolement toen er in 1879 een station werd geopend door de Pruisische Staatsspoorwegen aan de spoorlijn Lyck (Ełk) – Insterburg (Tsjernjachovsk). Aan het begin van de twintigste eeuw werden er nog enkele spoorverbindingen geopend en werd besloten tot de aanleg van een Kleinbahn (stoomtram) die het platteland rond de stad moest gaan ontsluiten.
In maart 1910 werd begonnen met de bouw van de lijn en op 18 september 1911 kon deze in gebruik genomen worden. Op het plein voor het station Marggrabowa van de Pruisische Staatsspoorwegen kwam een station voor de Kleinbahn. Hiervandaan vertrokken twee tot drie keer daags de stoomtrams naar Schwentainen en Garbassen. Er was geen doorgaande verbinding.
Vanaf eind jaren twintig speelde het gemotoriseerde wegverkeer een steeds groter rol, wat ten koste ging van de veel tragere tramverbindingen. Begin jaren dertig zijn diverse smalspoorlijnen in Oost-Pruisen gesloten en ook de Oletzkoer Kleinbahnen hebben op de nominatie gestaan om opgeheven te worden. Wel werd de toch al magere dienstregeling ingekrompen: in de zomer van 1939 reed er nog slecht een reguliere trein per dag met op sommige dagen een trein tussen Treuburg en Garbassen.
Tegen het einde van de Tweede Wereldoorlog, in de herfst van 1944, kwam er een einde aan dit spoorwegbedrijfje toen de bevolking van het gebied moest vluchten voor het oprukkende Rode Leger. Na de oorlog werd de streek een onderdeel van Polen. De lijn zou zwaar verliesgevend zijn en is opgebroken om de materialen elders te kunnen gebruiken.

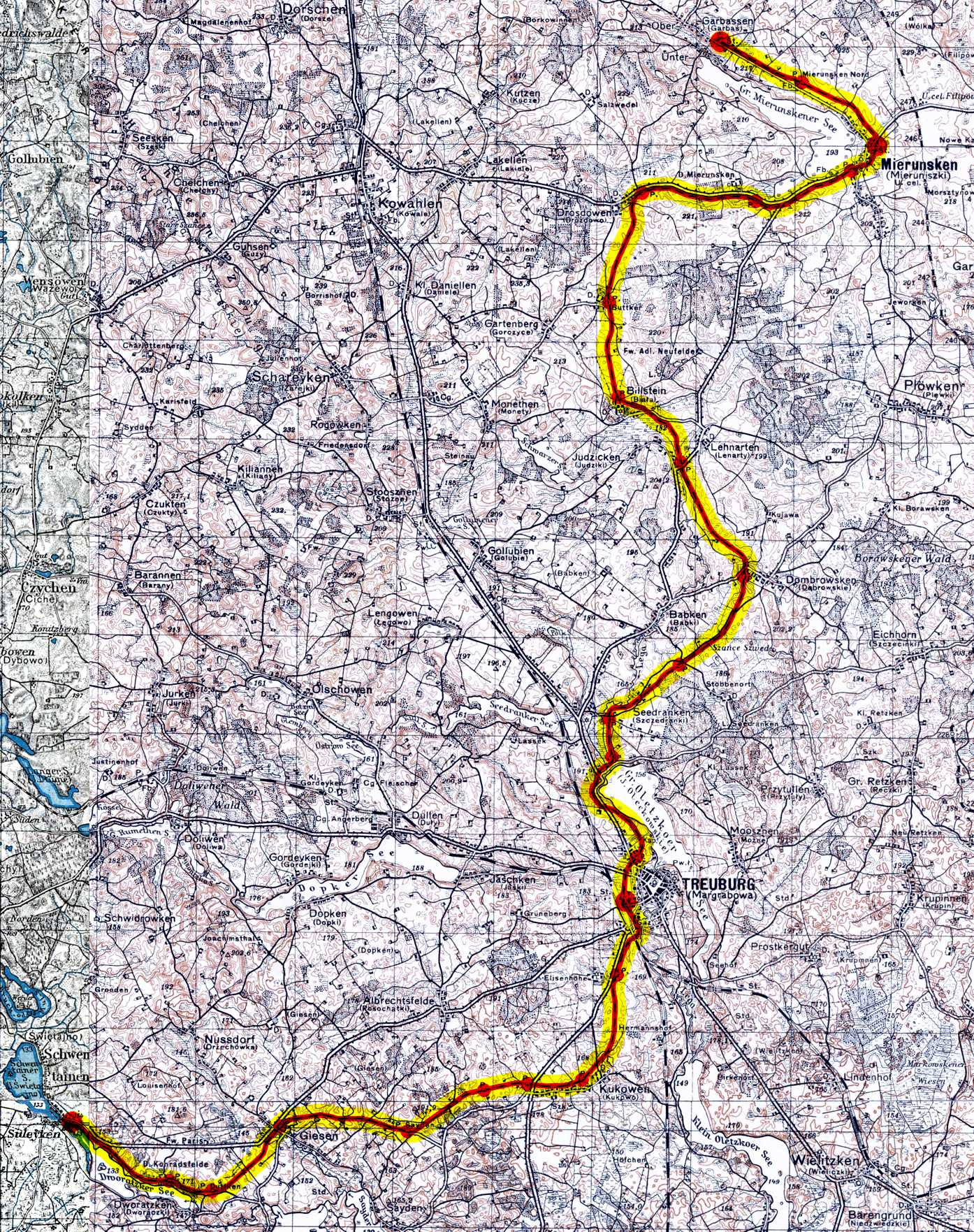
Kaart van het tracé
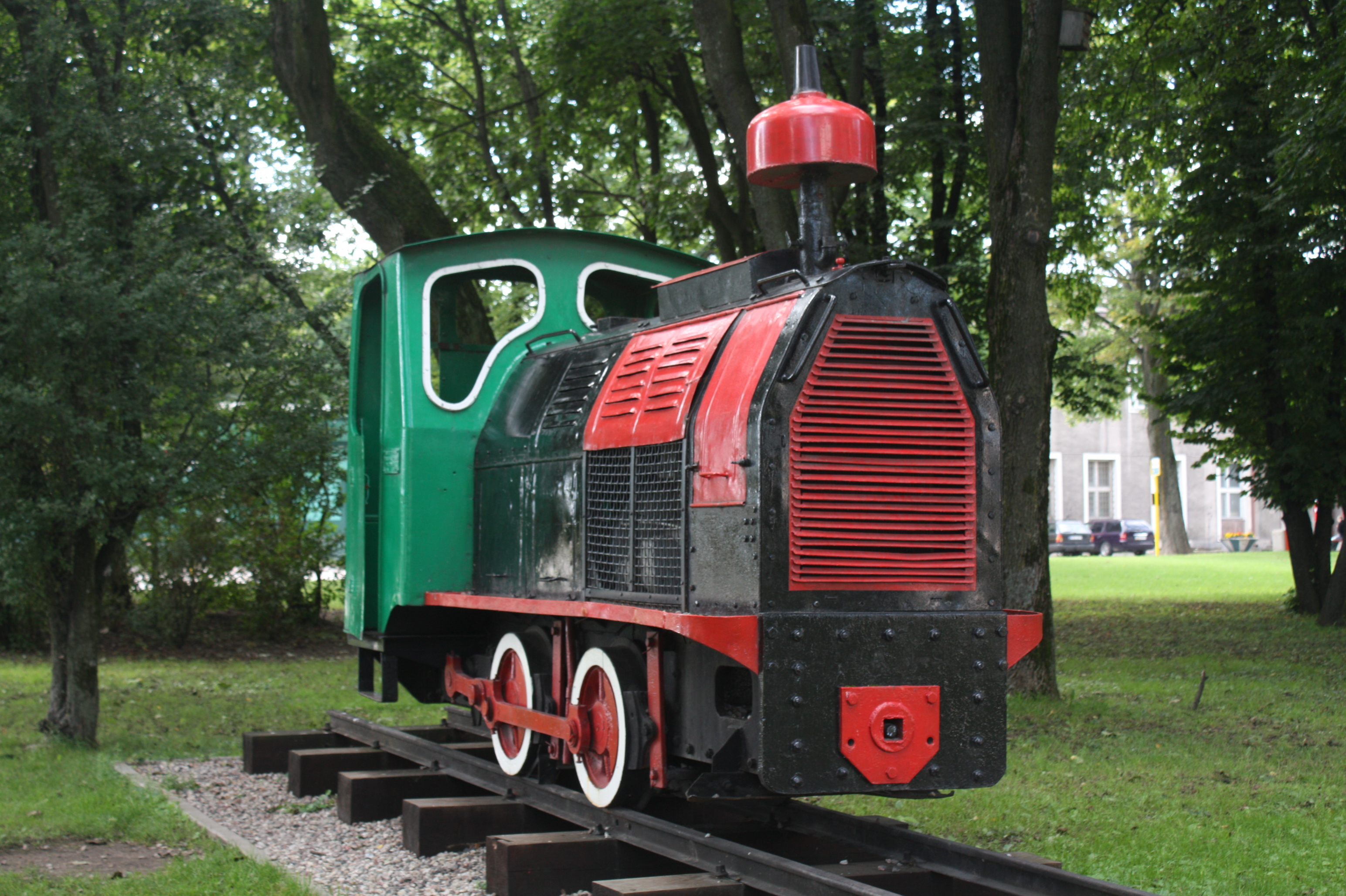
Vroegere halte voor het station van Olecko
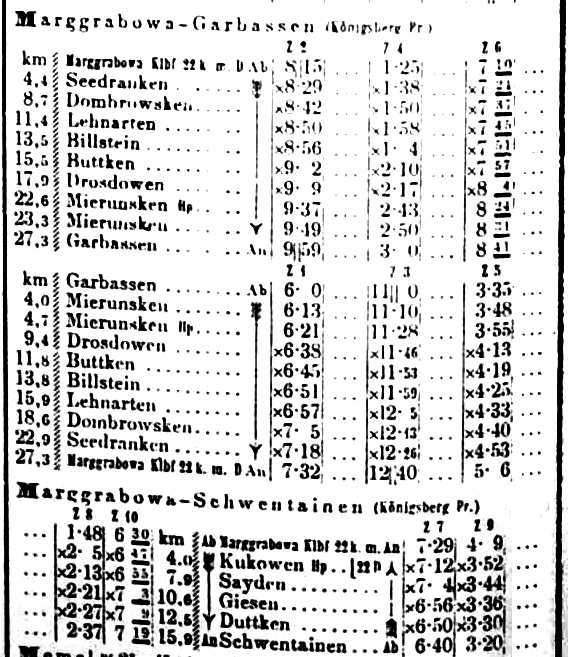
Dienstregeling 1917
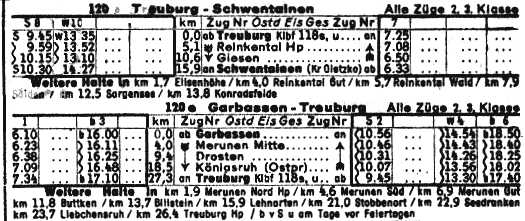
Dienstregeling 1939